# Fédération monégasque de rugby à XV
La Fédération monégasque de rugby est l'instance qui régit l'organisation du rugby à XV à Monaco.

## Historique
Afin de rassembler plusieurs équipes nationales de « petits États », la Fédération monégasque de rugby est créé au printemps 1996.
Elle devient le 1er octobre 1996 membre de la Fédération internationale de rugby amateur, organisme européen du rugby, puis le 1er janvier 1998 membre de l'International Rugby Board, organisme international du rugby,,.

## Identité visuelle
L'emblème de la fédération est la colombe de Sainte-Dévote.

Évolution du logo
Logo abandonné en 2023.
Logo instauré en 2023.